# Marios
Marios (en grec antic Μαρίος) era una ciutat de Lacònia que en temps de Pausànias formava part de l'Eleutero-Lacònia. Diu que estava situada a uns 100 estadis de Gerontres.
Hi havia un santuari de tots els déus i un d'Àrtemis, i tots dos tenien una font d'aigua molt abundant. Actualment és la ciutat de Mari, situada a la carretera que enllaça amb Gheráki (nom actual de Gerontres). Queden restes abundants de l'antiga ciutat de Marios, i continuen rajant fonts abundants d'aigua molt freda.